# 48 Девы
48 Де́вы (лат. 48 Virginis), HD 113459 — двойная звезда в созвездии Девы на расстоянии приблизительно 522 световых лет (около 160 парсек) от Солнца. Возраст звезды определён как около 988 млн лет.

## Характеристики
Первый компонент (HD 113459A) — жёлто-белая звезда спектрального класса F0V, или F0, или A9IV. Визуальная звёздная величина звезды — +6,712m. Масса — около 1,5 солнечной, светимость — около 40,5 солнечной. Эффективная температура — около 6988 K.
Второй компонент (HD 113459B). Визуальная звёздная величина звезды — +7,65m. Удалён на 0,4 угловой секунды.